# Hans Streuli
Hans Streuli (13 de Julho de 1892 - 23 de Maio de 1970) foi um político suíço, servido como presidente da Confederação suíça em 1957. Ele foi eleito para o Conselho Federal suíço em 22 de Dezembro de 1953 e terminou o mandato a 31 de Dezembro de 1959.

## Origem, educação e profissão
Streuli nasceu em Zurique como filho único de Jean e Susette Streuli-Schmidt. Depois de se mudar para sua cidade natal, Wädenswil, ele frequentou a escola lá. Depois de frequentar o ensino médio em Lausanne, ele retornou a Zurique e frequentou o Instituto Federal Suíço de Tecnologia em Zurique, onde recebeu seu diploma em arquitetura em 1916. Ele abriu seu próprio escritório de arquitetura em 1918, novamente em Wädenswil. Em 1922 mudou-se para Richterswil e casou-se com Clara Pünter, com quem teve duas filhas e um filho.

## Política municipal e cantonal
Em 1928, Streuli foi eleito prefeito de Richterswil. Já em 1935, o povo de Zurique o elegeu para o conselho governamental do cantão de Zurique pelo. Contrariamente às suas expectativas, não lhe foi atribuído o departamento de edifícios, mas sim a direcção de finanças. No entanto, ele logo adquiriu a expertise necessária. Neste cargo, ele foi fundamental na reestruturação das finanças do cantão, e uma ampla reforma tributária foi aprovada pelo povo em 1952. No entanto, sua proposta de um seguro cantonal de velhice e sobrevivência, que ele queria introduzir pelo menos no nível cantonal depois de fracassar no nível federal em 1931, fracassou em 1941.
Streuli foi presidente do comitê organizador da Exposição Nacional Suíça de 1939 ("Landi") em Zurique, pela qual recebeu um doutorado honorário (Dr. oec. publ.) da Universidade de Zurique em 1940.

## Conselho Federal
O antecessor social-democrata de Streuli, Max Weber, renunciou em 8 de dezembro de 1953, dois dias depois de perder um referendo sobre a reforma financeira. Seu partido renunciou à vaga e queria voltar para a oposição. A reivindicação do cantão mais populoso de Zurique à cadeira do Conselho Federal era indiscutível, de modo que pouquíssimos candidatos foram sequer considerados. O retratou Streuli, os conservadores católicos (agora CVP) retrataram Emil Duft exatamente um dia antes do dia da eleição. As nomeações foram definitivamente motivadas politicamente: Streuli era um defensor de um imposto federal direto, Duft era veementemente contra. No mesmo dia da nomeação de Duft, dois artigos do jornalista de Zurique Dr. Fritz Heberlein apareceram no Basler National-Zeitung. No primeiro artigo, ele apontou que Duft era um representante do catolicismo político; no segundo, chamou a atenção para um caso de suborno no Exército dos EUA na Alemanha, no qual os pagamentos questionáveis eram encaminhados por meio do banco do qual Duft era diretor-geral. Os opositores de Streuli temiam que ele perseguisse os mesmos objetivos de seu antecessor e ignorasse o referendo de 6 de dezembro de 1953. Finalmente, Streuli foi eleito em 22 de dezembro de 1953 com 113 dos 216 votos válidos no segundo turno.
Como esperado, Streuli assumiu o Departamento Financeiro e Aduaneiro. Seu foco principal foi a reorganização do sistema financeiro federal, mas isso encontrou resistência generalizada, principalmente de seu próprio partido. A introdução de um imposto federal uniforme foi criticada, em particular, porque colocaria uma carga indevida sobre as altas rendas e a economia. Ele tentou manter os gastos federais o mais baixo possível, apesar de uma boa economia e um correspondente aumento na arrecadação de impostos. Depois de alguns reveses, ele conseguiu, em 1958, pelo menos consagrar o sistema tributário que era comum desde a guerra. Além disso, conseguiu o estabelecimento da equalização financeira entre os cantões na Constituição.
Streuli renunciou ao Conselho Federal em 31 de dezembro de 1959, aos 67 anos. Em 17 de dezembro de 1959, quatro novos membros foram eleitos para o Conselho Federal. A composição do Conselho Federal seguiu então a chamada fórmula mágica até 2003. O sucessor direto de Streuli no Departamento de Finanças foi Jean Bourgknecht.
Hans Streuli foi um dos poucos políticos que foram eleitos para o Conselho Federal sem nunca ter sido membro de uma legislatura.